# Polski Fiat 125p
Der Polski Fiat 125p war ein Mittelklassewagen des polnischen Herstellers Fabryka Samochodów Osobowych (FSO) aus Warschau. Er wurde im Rahmen eines Lizenzvertrags mit dem italienischen Automobilhersteller Fiat produziert und zunächst unter der Marke Polski Fiat vertrieben.
Als FSO 1300 und FSO 1500 wurde er nach Ende des Lizenzvertrages mit Fiat Ende 1982 bis 1991 weitergebaut.

## Geschichte
Bereits 1932 gab es ein erstes Lizenzabkommen des polnischen Kraftfahrzeugbaus mit Fiat über mehrere Modelle. 1934 begann die Lizenzfertigung mit dem Polski Fiat 508 auf Basis des Fiat Balilla 1100. Nachdem eine Fortsetzung der Zusammenarbeit nach dem Krieg zunächst gescheitert war, entschied man sich bei FSO in den 1960er Jahren wieder zur Kooperation. Am 22. Dezember 1965 wurde ein Lizenzvertrag unterzeichnet. Dieser bedeutete einen Quantensprung für die polnische Automobilindustrie und stellte eine technisch und finanziell große Herausforderung für FSO und die Zulieferer dar. Galten doch die bisher produzierten Pkw-Modelle Syrena und FSO Warszawa selbst innerhalb des Ostblocks als rückständig. Der 125p war eine Kombination zweier Fiat-Konstruktionen. Die Karosserie stammte vom Fiat 125, Antrieb und Fahrwerk vom Fiat 1300. Er wurde in Details, wie den Scheinwerfern, abgeändert und die Modellpalette deutlich erweitert.
1967 begann die Produktion des 125p mit 1,3-Liter-Motor. Ab 1968 wurden auch 1,5-Liter-Motoren angeboten. In den ersten Jahren wurden alle Teile außer dem Motor noch aus Italien bezogen, später erfolgte die Produktion vollständig in Polen. Später wurde für den Export in westliche Länder in geringer Stückzahl auch eine 2-Liter-Version mit 110 PS produziert.
Zwar wurde der 125p in recht großen Stückzahlen gebaut, jedoch lagen diese vor allem in den Anfangsjahren weit entfernt vom projektierten Jahresausstoß von 200.000 Fahrzeugen. Im Jahr 1970 wurden dann immerhin 50.000 125p hergestellt, 1973 waren es knapp 84.000 Fahrzeuge, und für 1974 wurde mit 115.000 Stück gerechnet. Der 300.000ste 125p lief im Mai 1974 vom Band, im März 1976 der 500.000ste.
1971 wurde ein Kombinationskraftwagen vorgestellt und die Serienproduktion für 1972 angekündigt. Einen vergleichbaren Kombi von Fiat gab es nicht. 1972 wurden außerdem noch eine Pick-up-Variante mit verschiedenen Aufbauten und ein Krankenkraftwagen präsentiert, außerdem Varianten mit niedriger verdichtetem 1,5-l-Motor mit 48 kW (65 PS) sowie mit 15- statt 13-Zoll-Rädern zur Vergrößerung der Bodenfreiheit. Zudem wurden einfacher ausgestattete Ausführungen eingeführt, um den relativ teuren Wagen im Inland preisgünstiger anbieten zu können. Weiterhin gab es ab 1972 eine Knüppelschaltung, einen lastabhängigen Bremskraftbegrenzer, Zweikreisbremsanlage (TT-Aufteilung) und anderes mehr. Eine geänderte Düsenbestückung des Vergasers ermöglichte die Einhaltung der seither unter anderem in der DDR vorgeschriebenen Obergrenze eines Kohlenstoffmonoxid-Volumenanteils von 4,5 % im Leerlauf. 1973 erfuhr der 125p eine leichte Überarbeitung mit geschwärzter statt bisher verchromter Frontpartie. Das Fahrwerk wurde durch Längslenker an der weiterhin blattgefederten Hinterachse verbessert.
1975 folgte eine Modellpflege. Äußerliche Änderungen betrafen vor allem die Form der Heckleuchten, der Stoßstangen und eine leicht geänderte Frontpartie mit etwas nach innen versetzten Scheinwerfern. Der Innenraum einschließlich Heiz- und Belüftungssystem wurde umfassend überarbeitet, vorerst blieb es jedoch noch bei einem Bandtachometer. Durch Änderungen an Nockenwellen und Vergaser erhöhte sich die Leistung der Motoren um jeweils 3,7 kW (5 PS). Die Ausführungen mit 1,3 und 1,5 l Hubraum wurden nun in jeweils drei Leistungsstufen zwischen 40 und 60 kW (55 und 82 PS) produziert. Ab 1978 gebaute 125p sind unter anderem an einer schwarzen Schürfleiste an den Seitenflächen zu erkennen und erhielten Detailverbesserungen wie Kopfstützen und beheizbare Heckscheibe.
In der Folgezeit gab es kaum noch Weiterentwicklungen am 125p, stattdessen wurde ab 1978 der FSO Polonez gefertigt. Die technischen Modifikationen des Polonez' machte der 125p zum Teil mit, darunter die Umstellung auf einen Elektrolüfter. Eigentlich war geplant, dass der Polonez den 125p im Zeitraum 1983/84 gänzlich ablösen sollte. Es kam jedoch anders, der 125p blieb noch bis 1991 parallel im Programm. Insgesamt wurde der 125p 1.445.699-fach produziert. Davon sind 874.966 Fahrzeuge exportiert worden. Von der Tschechoslowakei wurden 82.662 Fahrzeuge importiert. Im Jahr 1967 wurden 7.101 Fahrzeuge hergestellt. Im Jahr 1969 lag die Zahl bei 14.735 Fahrzeugen, und im Jahr 1971 waren es 47.450 Fahrzeuge, von denen 30.450 in den Export gingen. Im Jahr 1973 stieg die Produktionszahl auf 72.343 Fahrzeuge. 1975 wurden rund 100.000 Fahrzeuge produziert. Ein Produktionsjubiläum wurde 1976 mit der Herstellung von Fahrzeug Nr. 500.000 erzielt. Ab dem Jahr 1986 gab es auch Diesel-Fahrzeuge, die mit dem 1,6-Liter-Motor von Volkswagen ausgestattet waren.

## Technik
Dem Namen nach war der 125p ein Lizenz-Nachbau des Fiat 125, dem er äußerlich – von den runden Scheinwerfern abgesehen – glich. Antrieb und Fahrwerk entsprachen nicht dem Fiat 125, sondern den älteren Modellen Fiat 1300. Der 125p wurde auch als Kombi und Pick-up angeboten, im Gegensatz zum Fiat 125, den es nur als Limousine gab.
Für den 125p standen zwei Motoren zur Wahl, beides Viertakt-Vierzylinder-Reihenmotoren mit untenliegender Nockenwelle und drei Kurbelwellenlagern. Der kleinere mit 1295 cm³ Hubraum (FSO 1300) leistete zuerst 40 kW (54 PS), später dann 44 kW (60 PS), der größere mit 1481 cm³ (FSO 1500) leistete 55 kW (75 PS). Der italienische Fiat hatte hingegen einen moderneren und leistungsstärkeren Motor mit fünf Kurbelwellenlagern und zwei obenliegenden Nockenwellen.

## Der 125p in der DDR
Als Mittelklassewagen konkurrierte er mit den für sozialistische Verhältnisse gehobenen sowjetischen Ladas und Moskwitschs. In der DDR und anderen sozialistischen Ländern konnte man den 125p als Statussymbol ansehen. Der Preis in der DDR betrug 22.000 Mark für den 1300er und 23.500 Mark für den 1500er (1973). Das Problem des 125p war jedoch, dass er einen höheroktanigen Kraftstoff benötigte, der nicht an jeder Tankstelle verfügbar war. Auch mit der Qualität des Autos stand es nicht zum Besten: Schlechte Verarbeitung und eine hohe Rostanfälligkeit machten den Neukäufern bereits nach einigen Jahren zu schaffen. Mit dem größer werdenden Angebot an Schigulis ging der Import des 125p zurück. Die Kombivariante wurde in der DDR nicht angeboten. Bis 1978 wurden knapp 50 000 125p in die DDR eingeführt, Circa 1980 wurde der Import dann gänzlich eingestellt.

### Testberichte
Die Zeitschrift Kraftfahrzeugtechnik testete den 125p 1300 im Jahr 1969 und bezeichnete den Motor als für Fiat typisch sportlich-temperamentvoll. Kritik galt der dreifachen Lagerung der Kurbelwelle und der Neigung zum Klingeln, die selbst bei Verwendung eines 94-Oktan-Kraftstoffs nicht ganz beseitigt war. Im Schnitt wurde ein Verbrauch von 10,4 l/100 km für den 1300er Motor ermittelt und eine Höchstgeschwindigkeit von 140 km/h gemessen. Stärkere Kritik gab es an dem veralteten Fahrwerk mit zum Trampeln neigender Hinterachse. Wegen der relativ straffen Stoßdämpfer ließe sich der 125p aber immer noch etwas besser beherrschen als der Moskwitsch-408. Radführung und Federung seien den Qualitäten des Wartburg 353 jedoch unterlegen, ganz im Unterschied zu den Bremsen (Scheibenbremsen rundum). Im Test der Ausführung 1972 erwies sich das Fahrverhalten mit den inzwischen erhältlichen Radialreifen deutlich besser, wobei sich auch die Höchstgeschwindigkeit auf 145 km/h verbesserte. Der Kraftstoffverbrauch lag infolge des umweltgerechter bestückten Vergasers nun bei 10,0 l/100 km. Die dreifach gelagerte Kurbelwelle bewirkte im Vollgasbetrieb erhebliche unerwünschte Schwingungen, austretendes Öl am Steuergehäusedeckel des Testfahrzeug stand damit in Zusammenhang. Letztmalig wurde der 125p 1300 im Jahr 1977 getestet. Die äußerliche Modernisierung und insbesondere das neu gestaltete Instrumentenbrett wurden zwar gelobt. Gleichzeitig war das Testfahrzeug aber von sogar schwerwiegenden Qualitätsmängeln betroffen: Neben einer klemmenden Tür hinten und mangelhaften Türschlössern führten Fertigungsmängel an Motor und Vergaser zu Leistungsmangel, Fremdgeräuschen und schließlich noch während des Tests zu Hauptlager- und Pleuelschaden.
Im Test des 125p 1500 wurden im Jahr 1969 die ansprechenden Fahrleistungen bei mit dem 1300er identischen Kraftstoffverbrauch (10,4 l/100 km) gelobt, die Höchstgeschwindigkeit von 150 km/h wurde sicher erreicht. Umso deutlicher fiel die Kritik am veralteten Fahrwerk aus. Das gestiegene Drehmoment führe bei starkem Beschleunigen auf unebener Fahrbahn zum Verbiegen der Blattfedern. Angeregt wurde deshalb der Einbau von zusätzlichen Längslenkern, wie sie am Fiat 125 verwendet wurden (am 125p dann ab 1973 serienwirksam). Die Verarbeitungsqualität wies insbesondere im Innenraum Mängel auf, und sowohl die Abrollgeräusche als auch die Motorgeräusche bei hohen Drehzahlen seien für einen Wagen dieser Preisklasse zu laut. In einem technischen Vergleichstest des 125p mit dem jüngeren WAS-2103 Schiguli unterlag der 125p nur geringfügig. Bei einem späteren Test des 125p 1500 im Jahr 1979 wurden wie schon am 1300er erhebliche Qualitätsprobleme festgestellt, darunter nachlässige Spaltmaße an den Fondtüren. Auch die Weiterentwicklung des Motors mit der Leistungssteigerung um 5 PS konnte nicht überzeugen, denn sie ging zulasten der Elastizität. Dies wurde als Resultat der mit dem 1300er-Motor nun identischen Nockenwelle, also ungünstiger Steuerzeiten, und einer insgesamt ausgereizten Motorkonzeption interpretiert. Hinzu kam eine starke Klingelneigung, deren Ursache in einer schlechten Abstimmung des Vergasers gesehen wurde, sowie ein Beschleunigungsloch, das von der nicht störungsfrei arbeitenden Unterdrucksteuerung der zweiten Vergaserstufe herrührte. Kurz darauf wurde der Import der 125p in die DDR beendet.

## Galerie

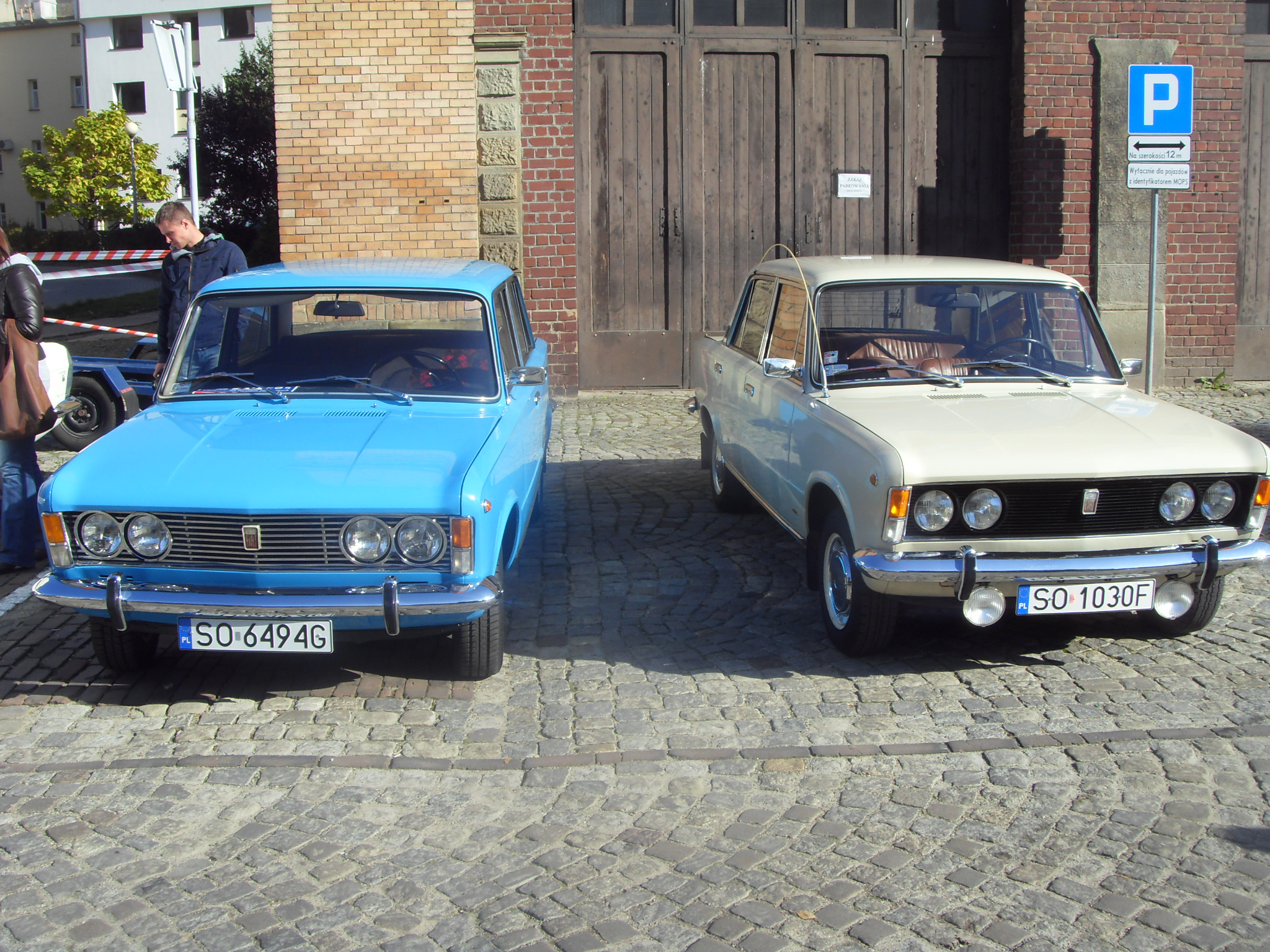
125p: Ausführungen mit verchromter und geschwärzter Frontpartie
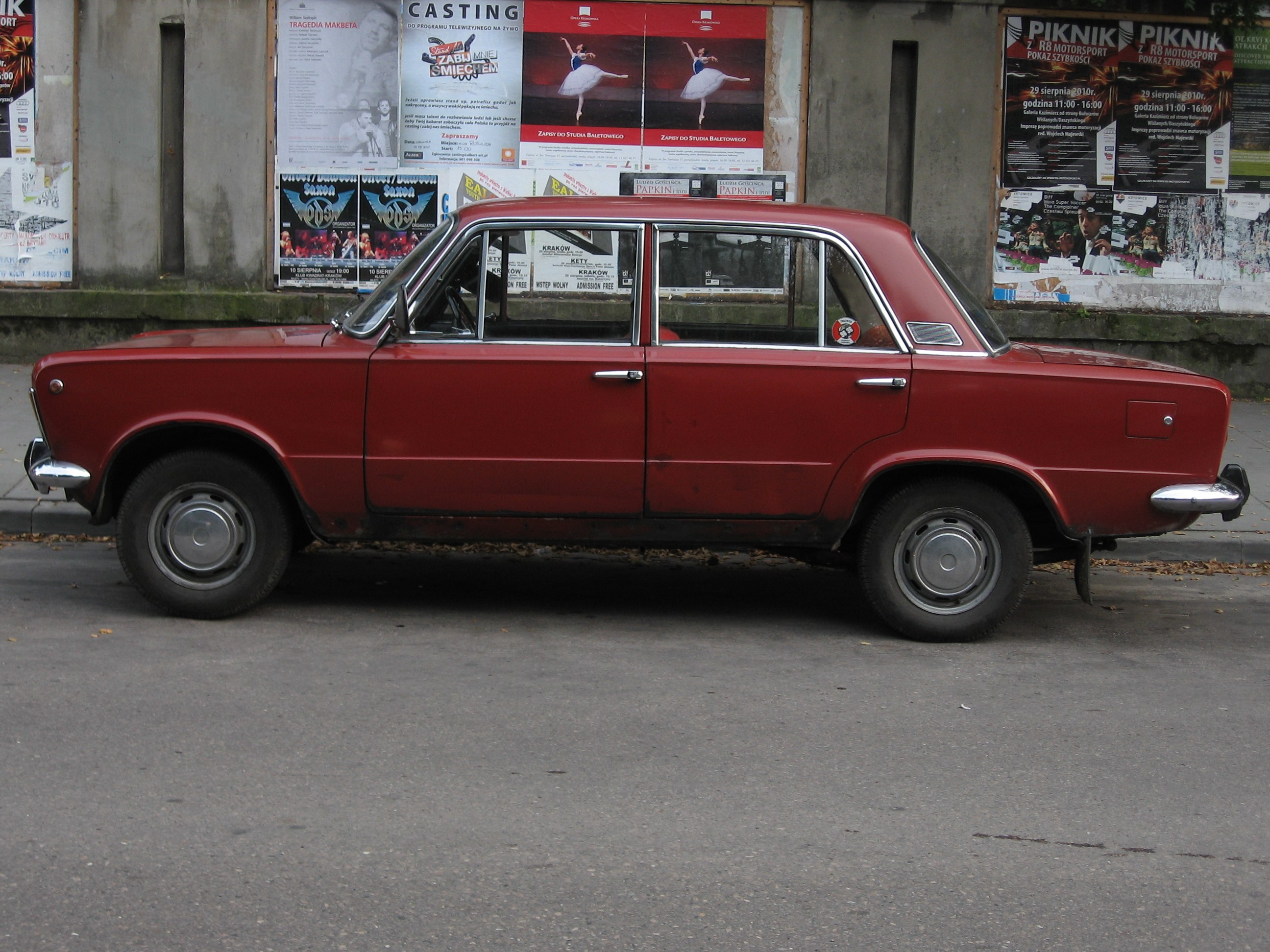
125p Seitenansicht
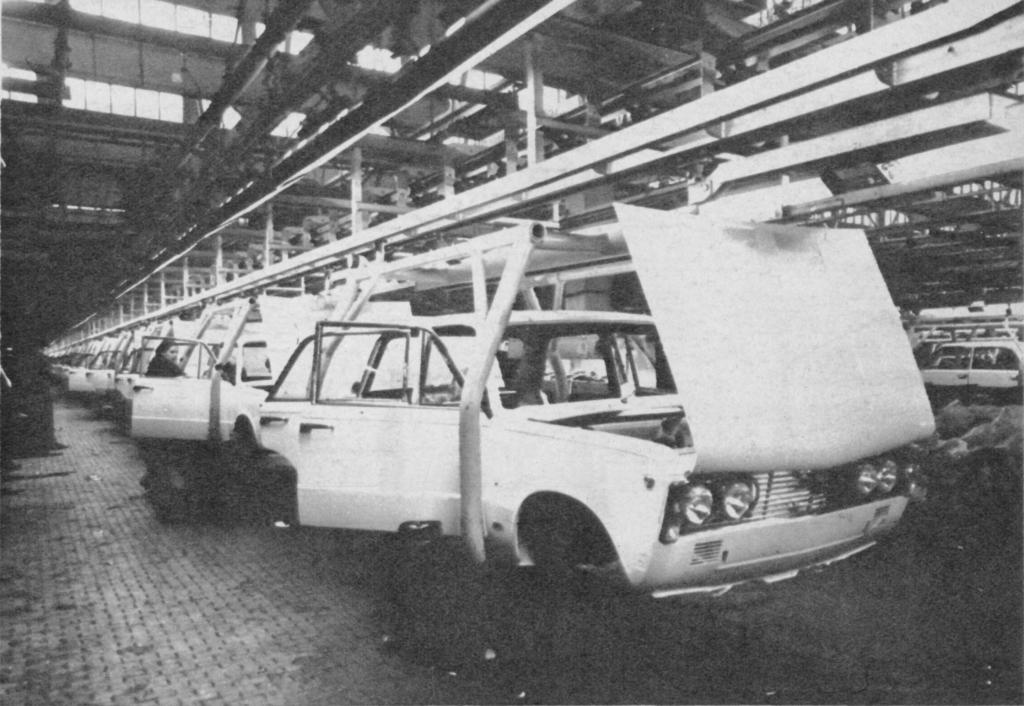
Fertigung des 125p bei FSO (1974)
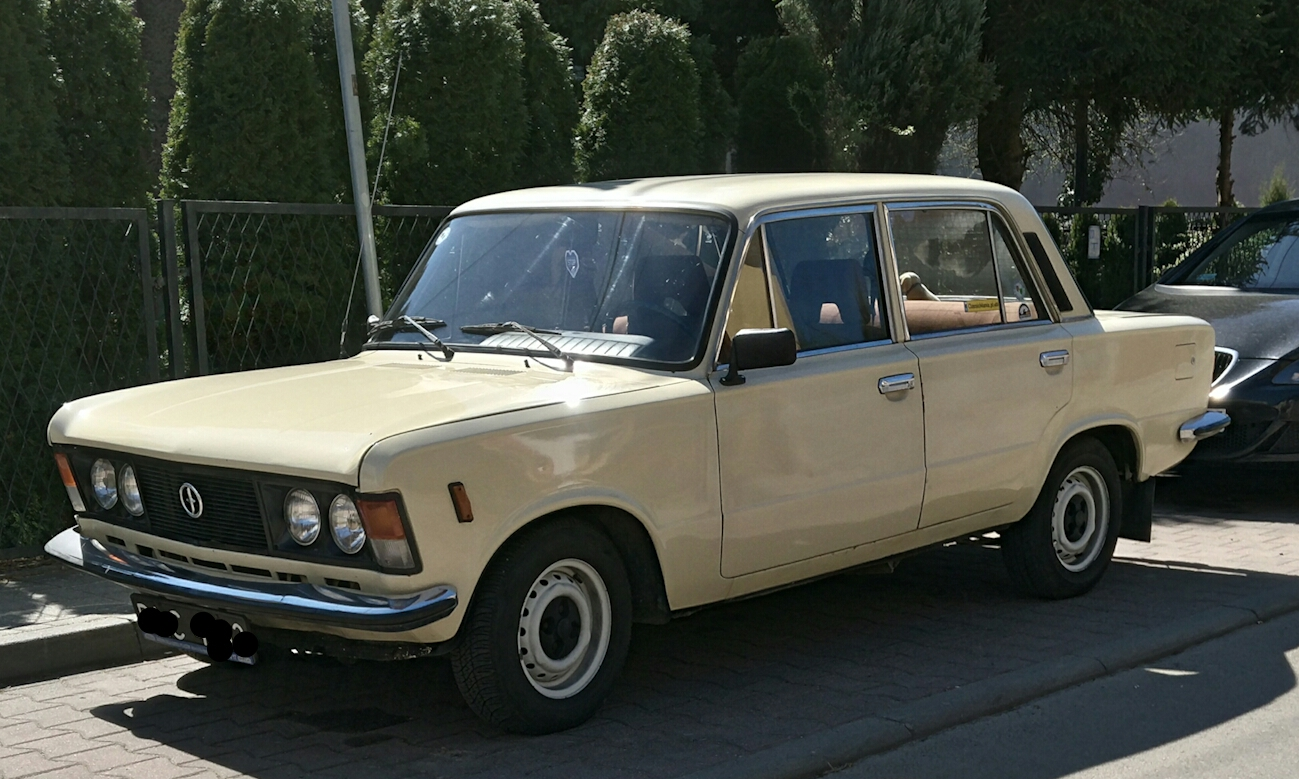
125p in der ab 1975 produzierten Ausführung
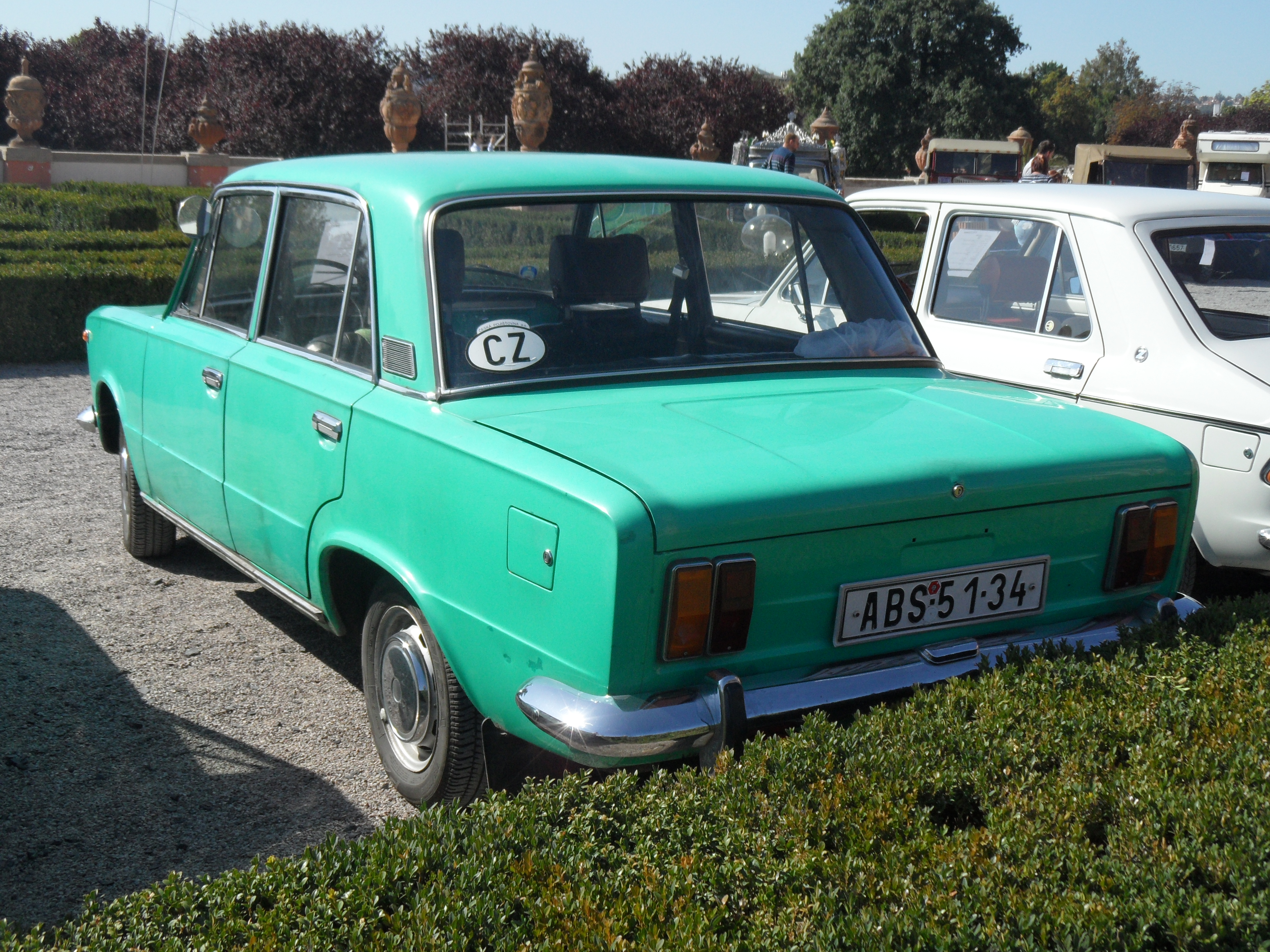
125p mit vertikalen Heckleuchten (bis 1975)
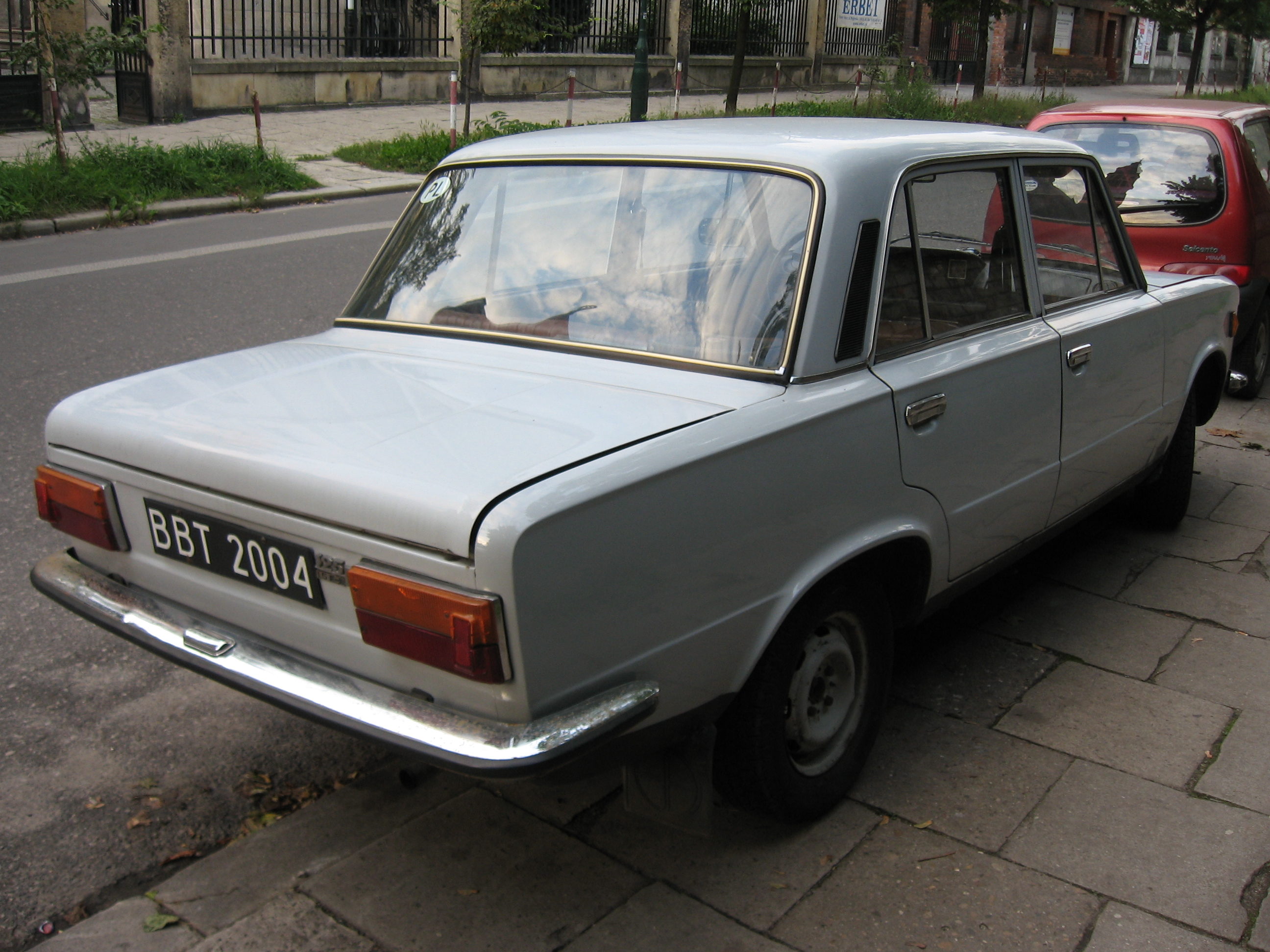
125p mit horizontalen Heckleuchten
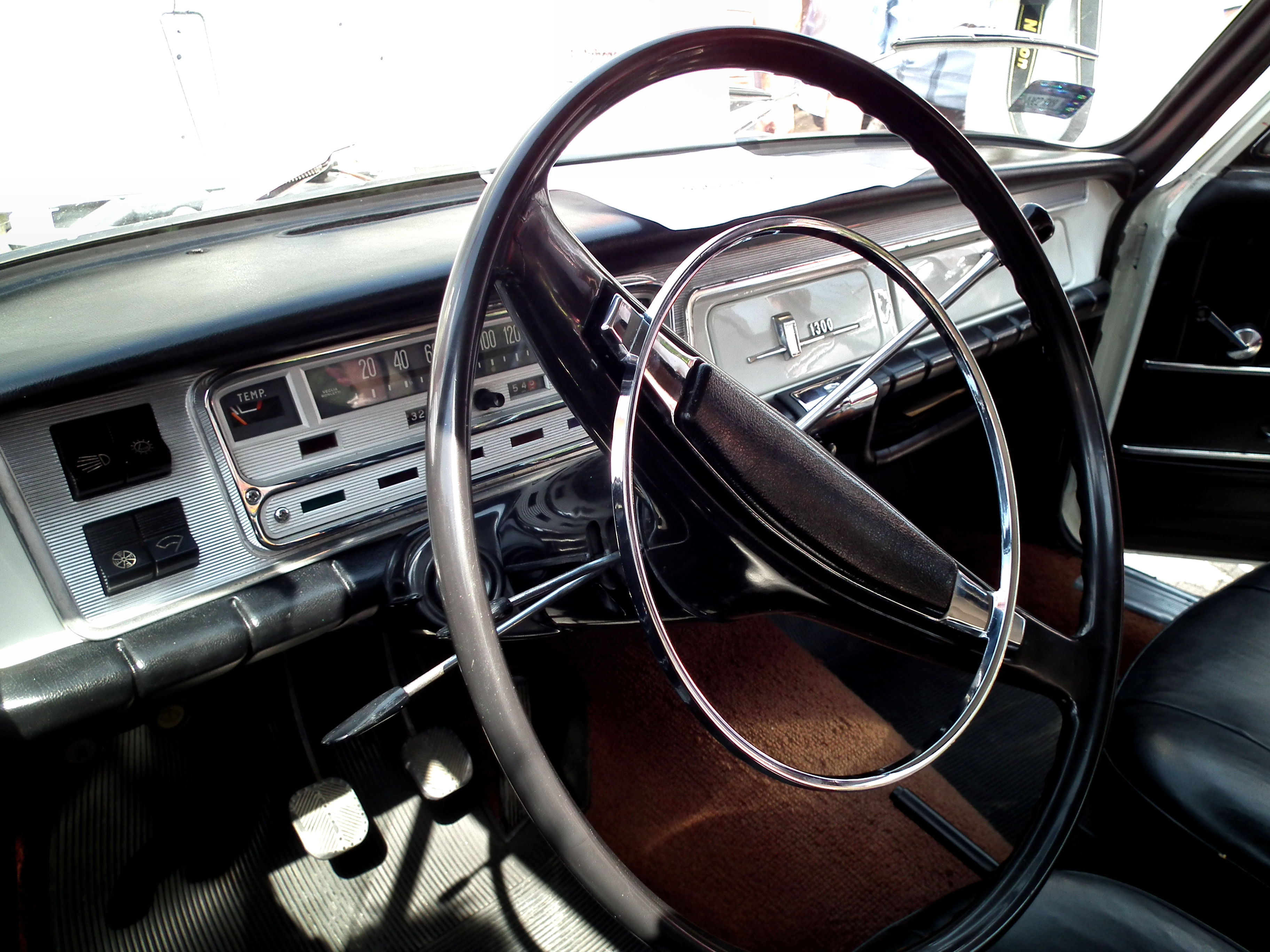
Armaturenbrett (1969)
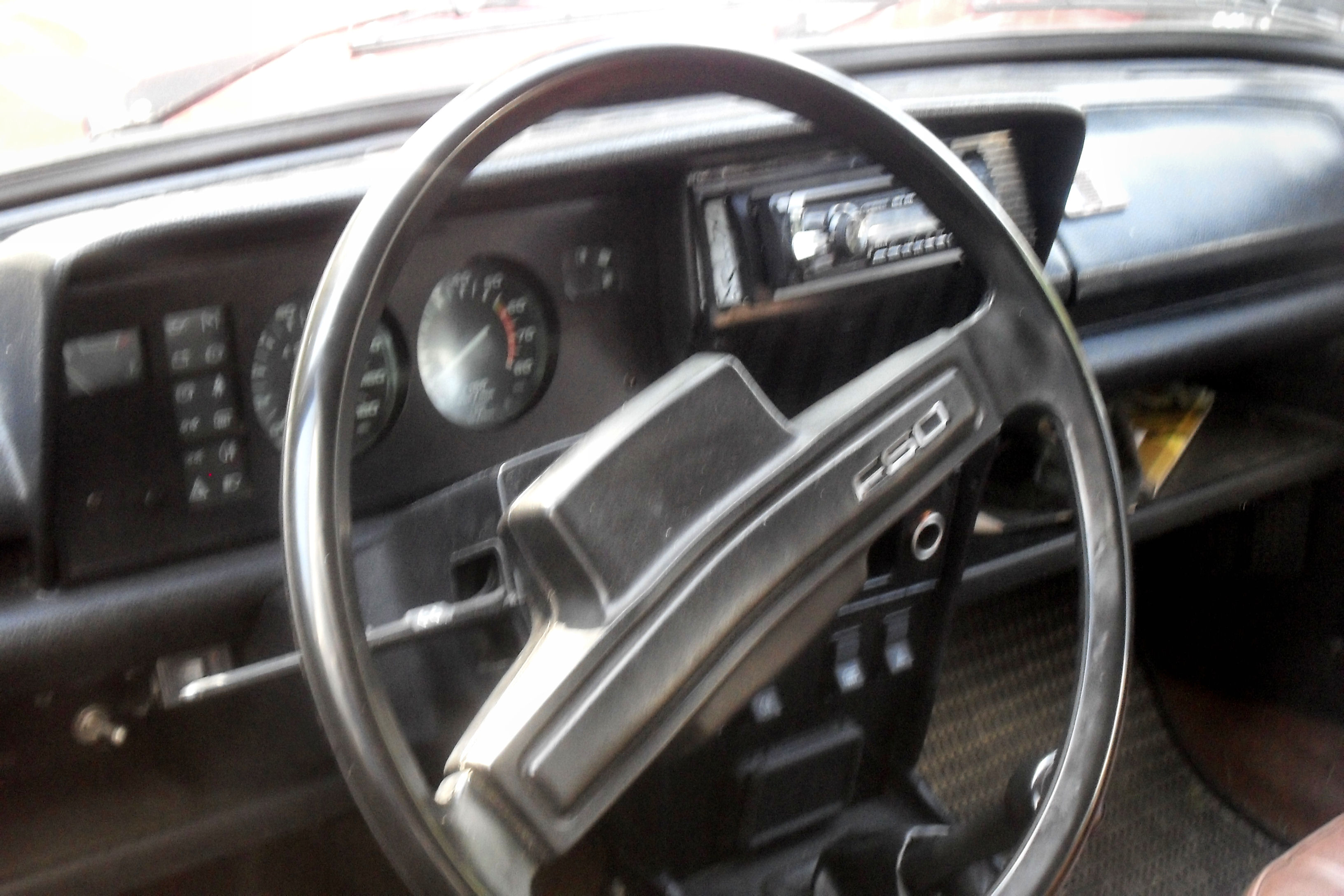
Armaturenbrett (1990)
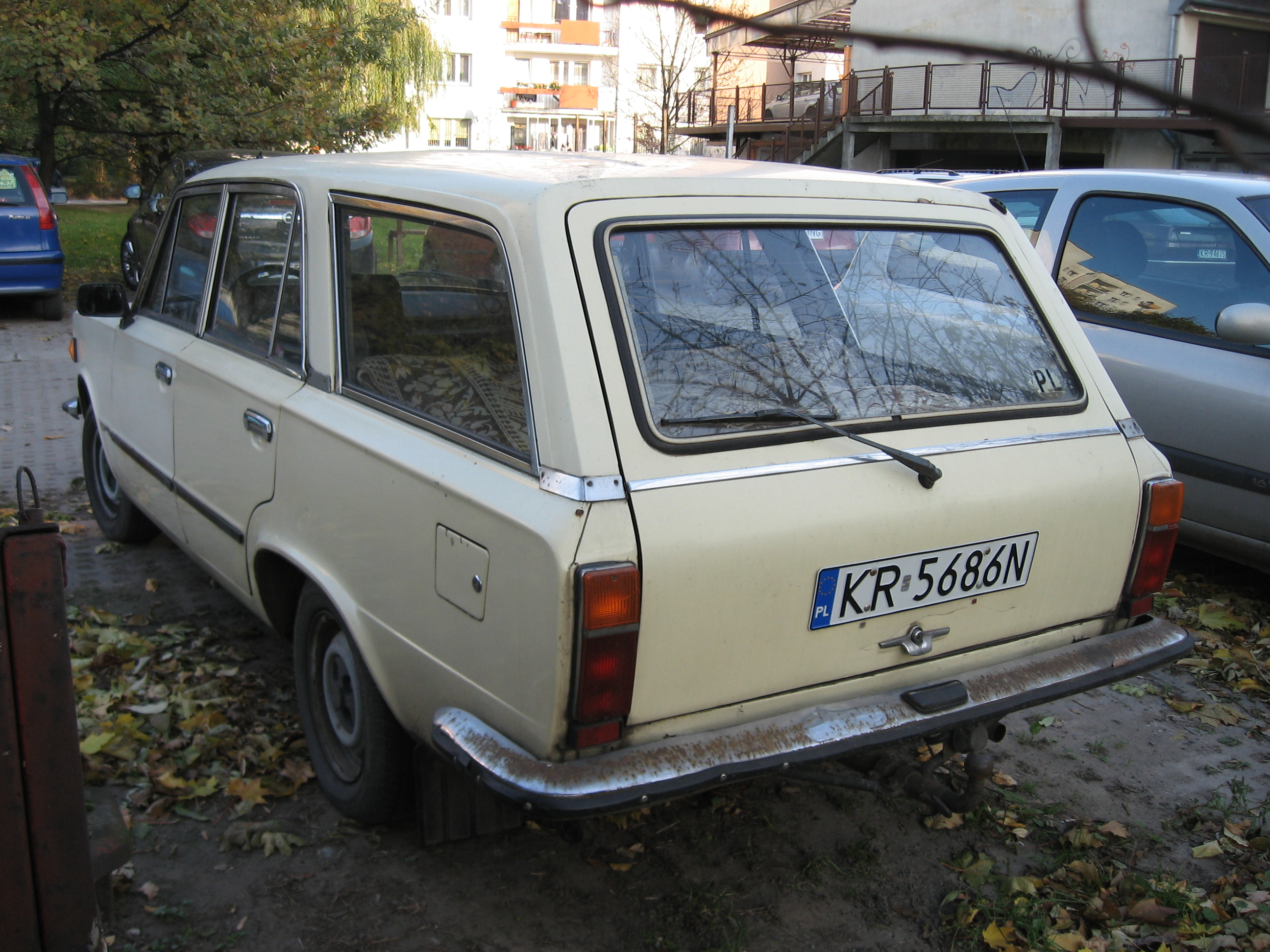
125p Kombi
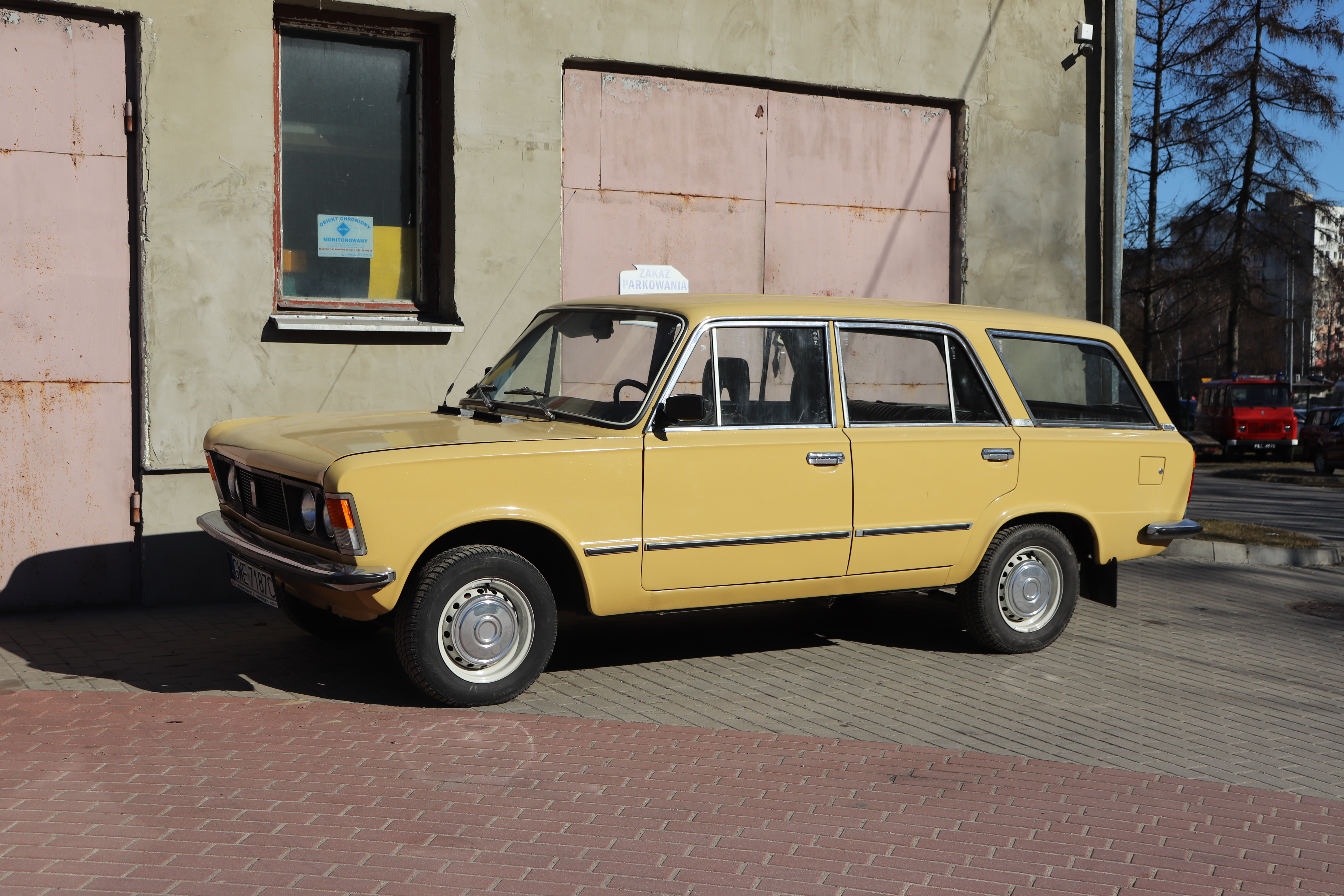
125p Kombi im Alltag in Gdańsk
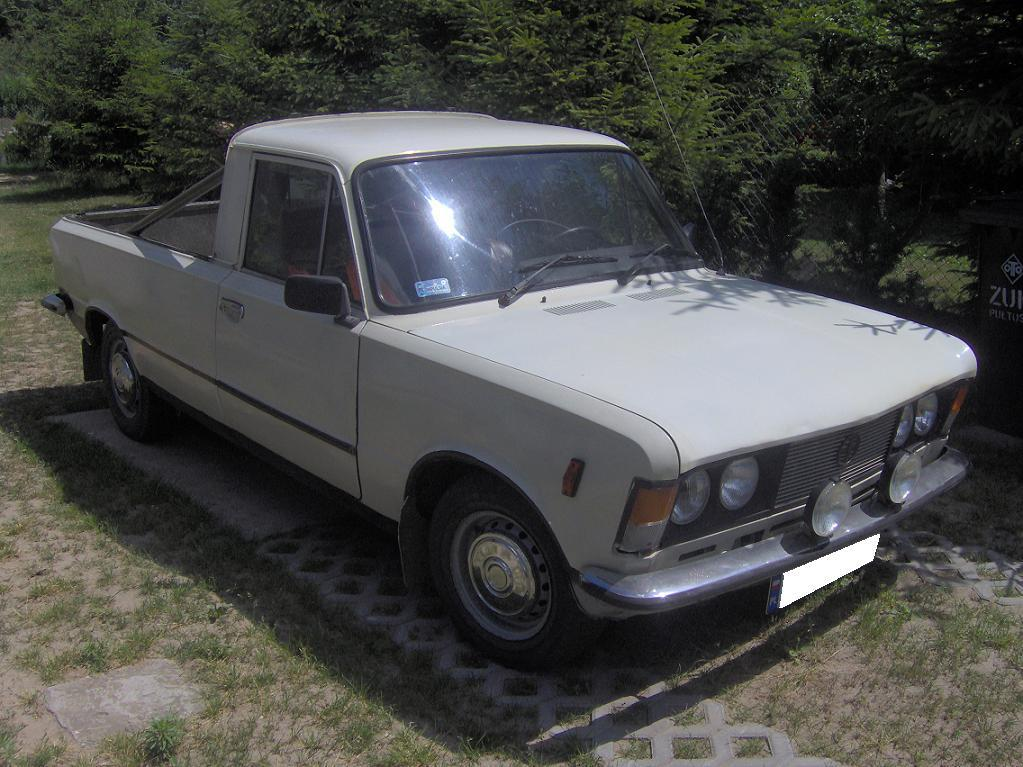
Pick-up-Variante
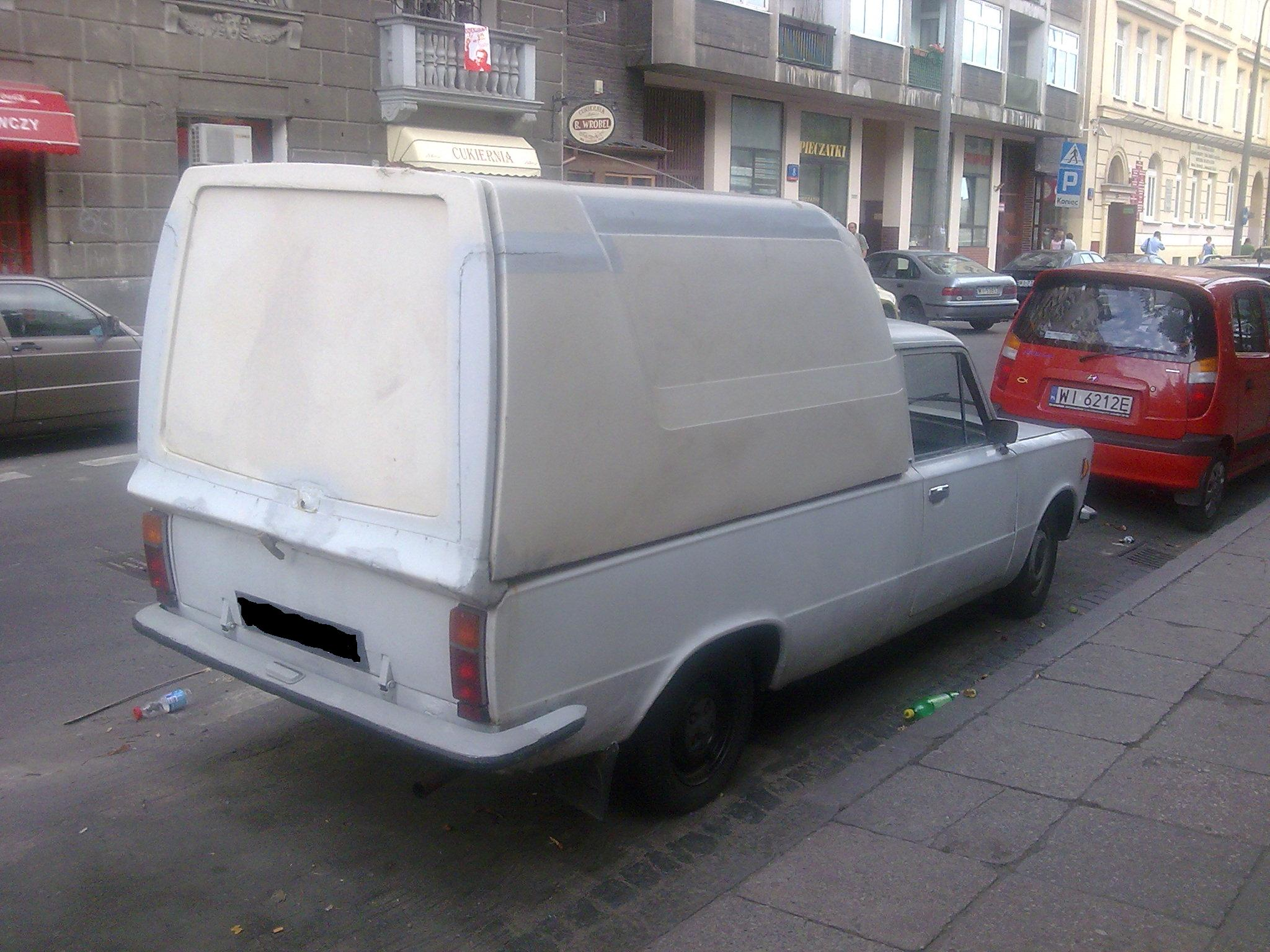
Pick-up mit Aufbau